# Maxim Gokhberg
Maxim Gokhberg (* 20. Juli 1996 in Gedera) ist ein israelischer Eishockeytorwart, der seit 2013 für den HC Bat Yam in der israelischen Eishockeyliga spielt.

## Karriere
Maxim Gokhberg begann seine Karriere als Eishockeyspieler beim HC Bat Yam, für den er bereits als 18-Jähriger zu ersten Einsätzen in der israelischen Eishockeyliga kam. Mit dem Team aus dem Gusch Dan gewann er 2016 und 2018 die israelische Meisterschaft. 2018 wurde er zudem zum wertvollsten Spieler der Liga gewählt.

### International
Im Juniorenbereich spielte Gokhberg für Israel bei der U18-Weltmeisterschaft 2014 und bei der U20-Weltmeisterschaft 2016, als die Israelis erstmals nach 19 Jahren wieder an dieser Altersklasse teilnahmen, jeweils in der Division III.
Mit der israelischen Herren-Auswahl nahm Gokhberg an den Weltmeisterschaften 2016, 2017, als er die drittbeste Fangquote des Turniers erreichte, und 2018 teil.

## Erfolge und Auszeichnungen
- 2016 Israelischer Meister mit dem HC Bat Yam
- 2018 Israelischer Meister mit dem HC Bat Yam
- 2019 Israelischer Meister mit dem HC Bat Yam
- 2024 Israelischer Meister mit dem Ashdod Chiefs
- 2025 Israelischer Meister mit dem Ashdod Chiefs
- 2018 Wertvollster Spieler der israelischen Eishockeyliga